# Спартак (футбольный клуб, Самарканд)
«Спартак» (узб. «Spartak» Samarqand futbol klubi) — узбекистанский футбольный клуб из города Самарканда.

## История
Основан в 1987 году. Некоторое время выступал во Второй лиге чемпионата Узбекистана. В настоящее время участвует в футбольной лиге города Самарканд и Самаркандской области.